# Ronde van Polen 2014
De 71e editie van de Ronde van Polen begon op zondag 3 augustus 2014 in Gdansk en eindigde op 9 augustus 2014 in Krakau. De ronde maakte in de vijfde etappe een uitstapje naar Slowakije. De ronde maakte deel uit van de UCI World Tour 2014. Titelverdediger was Pieter Weening. Voor het eerst sinds 2003 had de ronde weer een Poolse winnaar met Rafał Majka.

## Deelnemende ploegen
Naast de achttien ploegen van de UCI World Tour kregen drie ploegen wildcards, twee ProContinentale ploegen en een Poolse selectie.
| 18 UCI World Tour-ploegen | 18 UCI World Tour-ploegen | 18 UCI World Tour-ploegen | 3 wildcards           |
| ------------------------- | ------------------------- | ------------------------- | --------------------- |
| AG2R La Mondiale          | FDJ.fr                    | Movistar                  | Team RusVelo          |
| Astana                    | Garmin Sharp              | Omega Pharma-Quick-Step   | CCC Polsat Polkowice  |
| Belkin                    | Giant-Shimano             | Orica-GreenEdge           | Nationale Ploeg Polen |
| BMC Racing Team           | Lampre-Merida             | Sky ProCycling            |                       |
| Cannondale                | Lotto-Belisol             | Tinkoff-Saxo              |                       |
| Europcar                  | Katjoesja                 | Trek Factory Racing       |                       |
|                           |                           |                           |                       |

## Startlijst
Orica-GreenEDGE
- 1.  Pieter Weening
- 2.  Mitchell Docker
- 3.  Brett Lancaster
- 4.  Michael Matthews
- 5.  Ivan Santaromita
- 6.  Cameron Meyer
- 7.  Sam Bewley
- 8.  Christian Meier

Omega Pharma-Quick Step
- 11.  Gianluca Brambilla
- 12.  Thomas De Gendt
- 13.  Kevin De Weert
- 14.  Nikolas Maes
- 15.  Wout Poels
- 16.  Petr Vakoč
- 17.  Martin Velits
- 18.  Serge Pauwels

Tinkoff-Saxo
- 21.  Rafał Majka
- 22.  Jesús Hernández
- 23.  Jevgeni Petrov
- 24.  Nicki Sørensen
- 25.  Oliver Zaugg
- 26.  Paweł Poljański
- 27.  Bruno Pires
- 28.  Rory Sutherland

Sky Procycling
- 31.  Edvald Boasson Hagen
- 32.  Philip Deignan
- 33.  Dario Cataldo
- 34.  Ben Swift
- 35.  Joshua Edmondson
- 36.  Sebastián Henao
- 37.  Salvatore Puccio
- 38.  Kanstantsin Siwtsow

Astana Pro Team
- 41.  Fabio Aru
- 42.  Janez Brajkovič
- 43.  Enrico Gasparotto
- 44.  Francesco Gavazzi
- 45.  Jacopo Guarnieri
- 46.  Arman Kamysjev
- 47.  Paolo Tiralongo
- 48.  Andrej Zejts

Garmin-Sharp
- 51.  Nathan Brown
- 52.  Caleb Fairly
- 53.  Tyler Farrar
- 54.  Koldo Fernández
- 55.  Ryder Hesjedal
- 56.  Lasse Norman Hansen
- 57.  Raymond Kreder
- 58.  Steele Von Hoff

Lampre-Merida
- 61.  Przemysław Niemiec
- 62.  Niccolò Bonifazio
- 63.  Matteo Bono
- 64.  Mattia Cattaneo
- 65.  Damiano Cunego
- 66.  Roberto Ferrari
- 67.  Manuele Mori
- 68.  Sacha Modolo

BMC Racing Team
- 71.  Stephen Cummings
- 72.  Thor Hushovd
- 73.  Sebastian Lander
- 74.  Steve Morabito
- 75.  Dominik Nerz
- 76.  Samuel Sánchez
- 77.  Peter Velits
- 78.  Larry Warbasse

Trek Factory Racing
- 81.  Julián Arredondo
- 82.  Fumiyuki Beppu
- 83.  Fabio Felline
- 84.  Bob Jungels
- 85.  Robert Kišerlovski
- 86.  Jaroslav Popovytsj
- 87.  Fábio Silvestre
- 88.  Kristof Vandewalle

Cannondale
- 91.  Guillaume Boivin
- 92.  Damiano Caruso
- 93.  Davide Formolo
- 94.  Oscar Gatto
- 95.  Matthias Krizek
- 96.  Moreno Moser
- 97.  Cayetano Sarmiento
- 98.  Davide Villella

Team Katjoesja
- 101.  Maksim Belkov
- 102.  Giampaolo Caruso
- 103.  Sergej Tsjernetski
- 104.  Marco Haller
- 105.  Petr Ignatenko
- 106.  Aleksandr Rybakov
- 107.  Edoeard Vorganov
- 108.  Anton Vorobjov

Belkin Pro Cycling Team
- 111.  Jack Bobridge
- 112.  Theo Bos
- 113.  Barry Markus
- 114.  Rick Flens
- 115.  Robert Gesink
- 116.  Paul Martens
- 117.  Lars Petter Nordhaug
- 118.  David Tanner

Movistar Team
- 121.  Andrey Amador
- 122.  Eros Capecchi
- 123.  Beñat Intxausti
- 124.  Gorka Izagirre
- 125.  Jon Izagirre
- 126.  Juan José Lobato
- 127.  Adriano Malori
- 128.  Sylwester Szmyd

Team Giant-Shimano
- 131.  Nikias Arndt
- 132.  Warren Barguil
- 133.  Johannes Fröhlinger
- 134.  Thierry Hupond
- 135.  Tobias Ludvigsson
- 136.  Luka Mezgec
- 137.  Georg Preidler
- 138.  Ramon Sinkeldam

Lotto-Belisol
- 141.  Sander Armée
- 142.  Vegard Breen
- 143.  Bart De Clercq
- 144.  Kenny Dehaes
- 145.  Pim Ligthart
- 146.  Maxime Monfort
- 147.  Boris Vallée
- 148.  Jonas Van Genechten

Ag2r-La Mondiale
- 151.  Davide Appollonio
- 152.  Gediminas Bagdonas
- 153.  Hugo Houle
- 154.  Guillaume Bonnafond
- 155.  Maxime Bouet
- 156.  Jawhen Hoetarovitsj
- 157.  Christophe Riblon
- 158.  Alexis Vuillermoz

FDJ.fr
- 161.  Sébastien Chavanel
- 162.  Murilo Fischer
- 163.  Alexandre Geniez
- 164.  Johan Le Bon
- 165.  Pierre-Henri Lecuisinier
- 166.  Laurent Mangel
- 167.  David Boucher
- 168.  Jussi Veikkanen

Team Europcar
- 171.  Giovanni Bernaudeau
- 172.  Jérôme Cousin
- 173.  Jimmy Engoulvent
- 174.  Christophe Kern
- 175.  Davide Malacarne
- 176.  Maxime Méderel
- 177.  Björn Thurau
- 178.  Angélo Tulik

Reprezentacja Polski
- 181.  Kamil Gradek
- 182.  Paweł Bernas
- 183.  Kamil Zieliński
- 184.  Paweł Franczak
- 185.  Przemysław Kasperkiewicz
- 186.  Paweł Cieślik
- 187.  Konrad Dąbkowski
- 188.  Bartosz Warchol

CCC Polsat Polkowice
- 191.  Bartłomiej Matysiak
- 192.  Davide Rebellin
- 193.  Branislaw Samojlaw
- 194.  Maciej Paterski
- 195.  Tomasz Marczyński
- 196.  Grzegorz Stępniak
- 197.  Mateusz Taciak
- 198.  Marek Rutkiewicz

RusVelo
- 201.  Sergej Lagoetin
- 202.  Ilnoer Zakarin
- 203.  Sergej Firsanov
- 204.  Artjom Ovetsjkin
- 205.  Andrej Solomennikov
- 206.  Ivan Balykin
- 207.  Roman Majkin
- 208.  Timofej Kritski

## Etappe-overzicht
| etappe | datum      | start               | finish              | afstand | type                | winnaar             | klassementsleider   |
| ------ | ---------- | ------------------- | ------------------- | ------- | ------------------- | ------------------- | ------------------- |
| 1e     | 3 augustus | Gdańsk              | Bydgoszcz           | 226 km  | Vlakke rit          | Jawhen Hoetarovitsj | Jawhen Hoetarovitsj |
| 2e     | 4 augustus | Toruń               | Warschau            | 234 km  | Vlakke rit          | Petr Vakoč          | Petr Vakoč          |
| 3e     | 5 augustus | Kielce              | Rzeszów             | 180 km  | Vlakke rit          | Theo Bos            | Petr Vakoč          |
| 4e     | 6 augustus | Tarnów              | Katowice            | 236 km  | Heuvelrit           | Jonas Van Genechten | Petr Vakoč          |
| 5e     | 7 augustus | Zakopane            | Štrbské Pleso       | 178 km  | Bergrit             | Rafał Majka         | Petr Vakoč          |
| 6e     | 8 augustus | Bukowina Tatrzańska | Bukowina Tatrzańska | 174 km  | Bergrit             | Rafał Majka         | Rafał Majka         |
| 7e     | 9 augustus | Krakau              | Krakau              | 25 km   | Individuele tijdrit | Kristof Vandewalle  | Rafał Majka         |

## Eindklassementen
| Plaats    | Naam               | Ploeg                   | Tijd      |
| --------- | ------------------ | ----------------------- | --------- |
| Gele trui | Rafał Majka        | Tinkoff-Saxo            | 30u16'18" |
| 2         | Jon Izagirre       | Team Movistar           | +8"       |
| 3         | Beñat Intxausti    | Team Movistar           | +22"      |
| 4         | Christophe Riblon  | AG2R La Mondiale        | +34"      |
| 5         | Przemysław Niemiec | Lampre-Merida           | +1'20"    |
| 6         | Andrey Amador      | Team Movistar           | +1'21"    |
| 7         | Philip Deignan     | Sky ProCycling          | +1'24"    |
| 8         | Robert Gesink      | Belkin                  | +1'41"    |
| 9         | Dominik Nerz       | BMC Racing Team         | +1'42"    |
| 10        | Petr Vakoč         | Omega Pharma-Quick-Step | +1'49"    |
|           |                    |                         |           |
| 22        | Maxime Monfort     | Lotto-Belisol           | +4'47"    |

| Plaats     | Naam                | Ploeg                   | Punten |
| ---------- | ------------------- | ----------------------- | ------ |
| Witte trui | Jawhen Hoetarovitsj | AG2R La Mondiale        | 66     |
| 2          | Michael Matthews    | Orica-GreenEdge         | 47     |
| 3          | Nikolas Maes        | Omega Pharma-Quick-Step | 42     |
|            |                     |                         |        |
| 18         | Wout Poels          | Omega Pharma-Quick-Step | 24     |

| Plaats      | Naam                 | Ploeg                | Punten |
| ----------- | -------------------- | -------------------- | ------ |
| Paarse trui | Maciej Paterski      | CCC Polsat Polkowice | 81     |
| 2           | Sergej Lagoetin      | Team RusVelo         | 24     |
| 3           | Lars Petter Nordhaug | Belkin               | 20     |
|             |                      |                      |        |
| 8           | Pieter Weening       | Orica-GreenEdge      | 10     |

| Plaats | Ploeg                   | Tijd      |
| ------ | ----------------------- | --------- |
|        | Team Movistar           | 90u49'47" |
| 2      | Omega Pharma-Quick-Step | +3'56"    |
| 3      | BMC Racing Team         | +5'46"    |
|        |                         |           |
| 7      | Giant-Shimano           | +17'22"   |